# 都威舊橋
23°11′25″N 121°23′45″E / 23.190309°N 121.395927°E
都威舊橋為臺灣臺東縣成功鎮都威部落內的一座橋樑。該座橋梁是臺灣日治時期臺東 - 馬太鞍道上的一座重要聯絡橋樑，自1998年後廢棄至今，為該橋樑為臺灣東部海岸地區僅存的三座日治時期橋樑之一，已列入臺東縣歷史建築。

## 橋梁沿革

### 日治時期
都威舊橋是臺灣日治時期臺東 - 馬太鞍道（今花東濱海公路省道臺11線）上的一座重要橋梁。自1917年開始台灣總督府開始針對臺東 - 馬太鞍道進行拓寬與修築橋梁。1933年4月25日完成新港以北：新港第14-19號橋，成廣澳（今小港）第2-4號橋，而都威舊橋則在此時興建完成。

### 戰後至今
二戰後中華民國接管臺灣，1998年開始進行省道臺11線的拓寬工程，改善多處橋樑與道路，其中，因拓寬工程在都威舊橋東側靠海岸處另新建都威新橋，自此，都威舊橋漸被廢棄。至今橋上雜草叢生，橋的兩端及護欄毀損嚴重，橋名與興建年代均已脫落，並且臺東縣政府於橋的兩端放有紐澤西護欄防止任何車輛進入，但橋墩主體結構仍堪稱堅固。

## 橋梁諸元
- 橋梁名稱：都威舊橋
- 橋梁乘載；已廢棄
- 興建年代：1933年（昭和8年）[1][2]
- 興建單位：台灣總督府[1][2]
- 跨越河川：都威溪[1]
- 橋梁類型；鋼筋混凝土橋梁[1]
- 橋梁長度；30.2公尺[2]
- 橋梁寬度：4公尺[2]
- 落墩數：2座[2]

## 橋梁特色
都威舊橋墩柱共兩座，並且其每座墩柱都有圓拱形開口設計，造型特殊。

## 周遭景點
- 小港漁港
- 石雨傘
- 三仙台
- 烏石鼻

## 資料來源
1. 1 2 3 4 5 6 7 8  . 文化部文化資產局.   [2015-07-22]. （原始内容存档于2015-07-23） （中文（臺灣））.
2. 1 2 3 4 5 6  . 文化部. 2003-12-31  [2015-07-22] （中文（臺灣））.
3. 1 2 3  . 臺東縣文化磐石.   [2015-07-22]. （原始内容存档于2016-03-04） （中文（臺灣））.
4. 1 2  . 台灣社區通. 2013-03-15  [2015-07-22]. （原始内容存档于2015-07-23） （中文（臺灣））.